# Зырянова, Лариса Даниловна
Зырянова Лариса Даниловна (род. 29 января 1944, Димитрово, Донецкая область) — советская и российская оперная певица (драматическое сопрано), педагог, народная артистка РСФСР.

## Биография
Лариса Даниловна Зырянова родилась 29 января 1944 года в городе Димитрово Донецкой области. Окончила вокальный факультет Одесской государственной консерватории  (класс М. Голятовской).
С 1972 года является солисткой оперы Горьковского театра оперы и балета им. А. С. Пушкина (позже Нижегородского). Много концертировала, исполняла камерные произведения и классиков, и современных композиторов. Гастролировала во Франции, Германии, Нидерландах. Выступала в Турецкой национальной опере в Анкаре (Ярославна в «Князе Игоре»). Пела в оперных театрах Челябинска, Одессы, Новосибирска, Красноярска.
Обладает необыкновенным по красоте тембра, эмоциональной наполненности и выразительности звучания драматическим сопрано, природным артистизмом и актёрским мастерством.
Преподаёт Нижегородского театрального училища им. Е. А. Евстигнеева.

## Награды и премии
- Заслуженная артистка РСФСР (15.02.1982).
- Народная артистка РСФСР (19.02.1985).
- Лауреат премии Н. И. Собольщикова-Самарина.
- Лауреат премии Нижнего Новгорода «Творческая удача» (2003).

## Работы в театре
- «Евгений Онегин» П. Чайковский — Татьяна
- «Мадам Баттерфляй» Дж. Пуччини — Чио-Чи-сан
- «Аида» Дж. Верди — Аида
- «Трубадур» Дж. Верди — Леонора
- «Бал-маскарад» Дж. Верди — Амелия
- «Чародейка» П. Чайковский — Настасья
- «Борис Годунов» — Марина Мнишек
- «Ханума» Г. Канчели — Ханума
- «Ай да Балда» — Попадья
- «Севастопольский вальс» К. Листов — тётя Дина
- «Мавра» И. Стравинского по «Домику в Коломне» А. Пушкина — Соседка
- «Пиковая дама» П. Чайковский — Лиза
- «Русалка» А. Даргомыжский — Наташа
- «Князь Игорь» А. Бородин — Ярославна
- «Бал-маскарад» Дж. Верди — Амелия
- «Тоска» Дж. Пуччини — Тоска
- «Принцесса цирка» И. Кальман — мадам Каролина
- «Марица» И. Кальман — Марица
- «Сильва» И. Кальман — Цецилия Воляпюк
- «Белая акация» И. Дунаевский — Серафима Степановна Кораблёва
- «Баба Шанель» Н. Коляда — Ираида Семёновна
- «Рыцарь Синяя борода» Оффенбах — Булотта
- «Паяцы» Р. Леонкавалло — Недда
- «Порги и Бесс» Дж. Гершвин — Бесс